# نوبا (الخليل)
نوبا قرية فلسطينية في محافظة الخليل جنوب الضفة الغربية، ويبلغ عدد السكان 5582 نسمة حسب التعداد العام للسكان عام 2017، وتبلغ مساحتها 22886 دونم.

## التسمية
نوبا هي بلدة كنعانية قديمة كانت تعرف باسم نبو وهو اسم مشتق من مادة (نبو) والتي تدل في الأصل على الارتفاع والأخبار.
يبدو أن الاسم نبو قد تحول بعد فترة من الزمن إلى نوبا وهذا التحول في التسمية ربما قد حدث قبل البعثة المحمدية  أي قبل أكثر من 14 قرن، ودليلنـــا على ذلك هو الكتابة الموجودة على حجر وقفية نوبا. والتي تعود إلى عصر الخليفة عمر بن الخطاب حيث ذكر النقش القرية باسم نوبا.

## الجغرافيا
تقع قرية نوبا في جنوب فلسطين، في الجزء الشمالي الجنوبي من الضفة الغربية، إلى الشمال الغربي من مدينة الخليل بحوالي 19 كم. وتبلغ مساحتها قرابة 22886 دونم، تشكل المساحة العمرانية منها قرابة 3000 دونم. يحيط بها من الشرق قرية حلحول، ومن الشمال قرية خاراس، ومن الغرب قريتي أم برج وبيت  نتيف، أما من الجنوب فيحدها بلدة بيت أولا وبيت كاحل.

## التاريخ

### العهد العثماني
تبعت قرية نوبا إلى الإمبروطورية العثمانية عام 1916م مع كل فلسطين، ظهرت القرية في سجلات الضرائب على أنها تابعة من الناحية الإدارية إلى خليل لواء القدس، كان عدد سكانها 82 أسرة مسلمة، حيث دفعوا معدل ثابت للضريبة بنسبة 25٪ على المنتجات الزراعية المختلفة، مثل القمح، والشعير، والمحاصيل الصيفية، والزيتون، والماعز، وخلايا النحل.
في عام 1838، أشار إدوارد روبنسون إلى النوبة كقرية مسلمة، تقع بين الجبال وغزة، تخض خاضعة لحكومة الخليل. كانت واحدة من مجموعة قرى مع خاراس وبيت أولا.
في عام 1896 قدر عدد سكان النوبة بحوالي 537 نسمة.

### الانتداب البريطاني
في عام 1922 لفلسطين الذي أجرته سلطات الانتداب البريطاني، كان عدد سكان النوبا 357 نسمة، جميعهم مسلمون. وقد ارتفع هذا العدد وقت تعداد عام 1931 إلى 611 مسلمًا.

في عام 1945، كان عدد سكان النوبا 760، ويمتلكون 22836 دونمًا من الأرض وفقًا لمسح رسمي للأراضي والسكان. 403 دونم مزروعات وأراضي صالحة للري، 10116 دونم للحبوب، و 33 دونما أراضي مبنية.

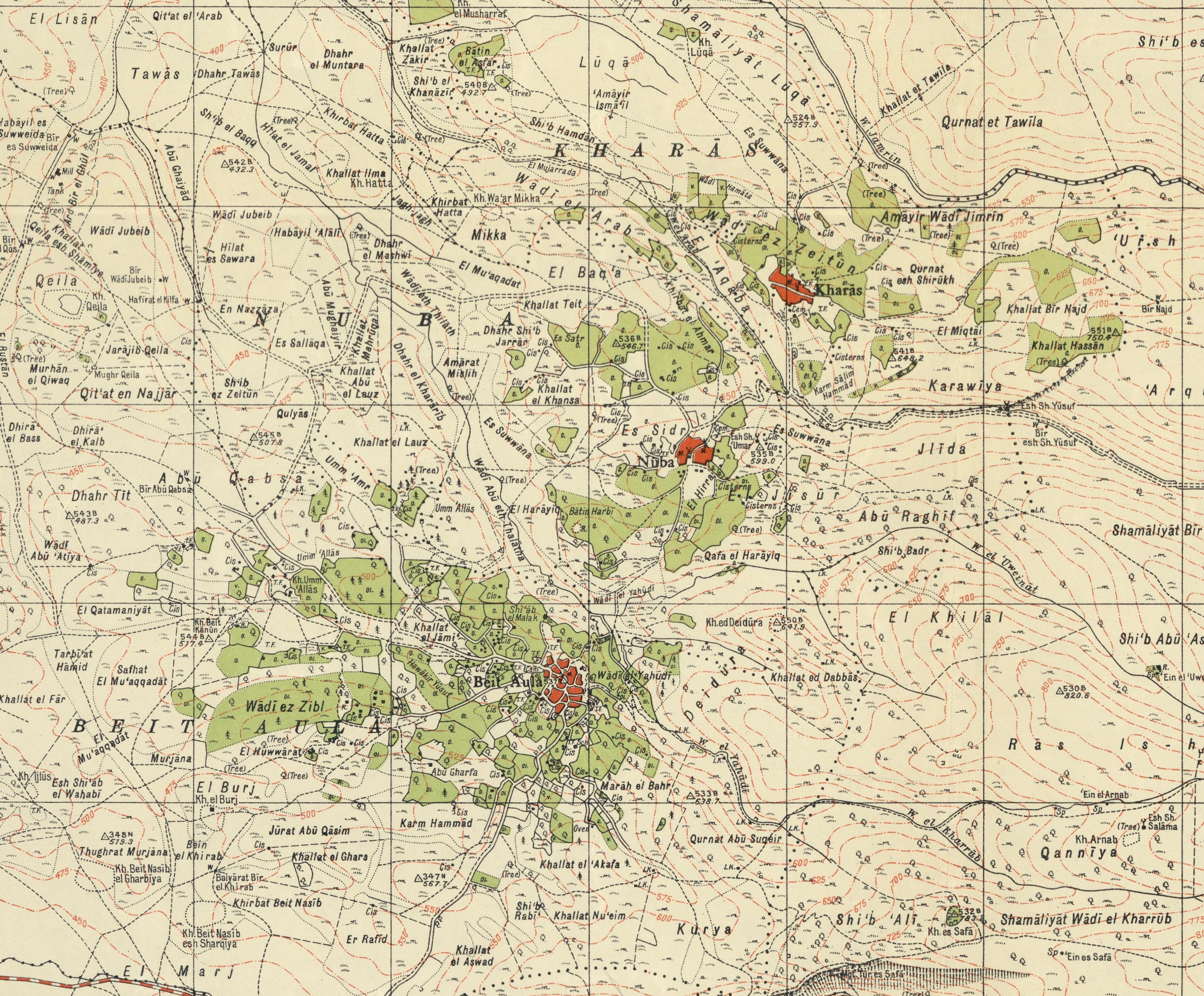
نوبا في حكم الانتداب البريطاني
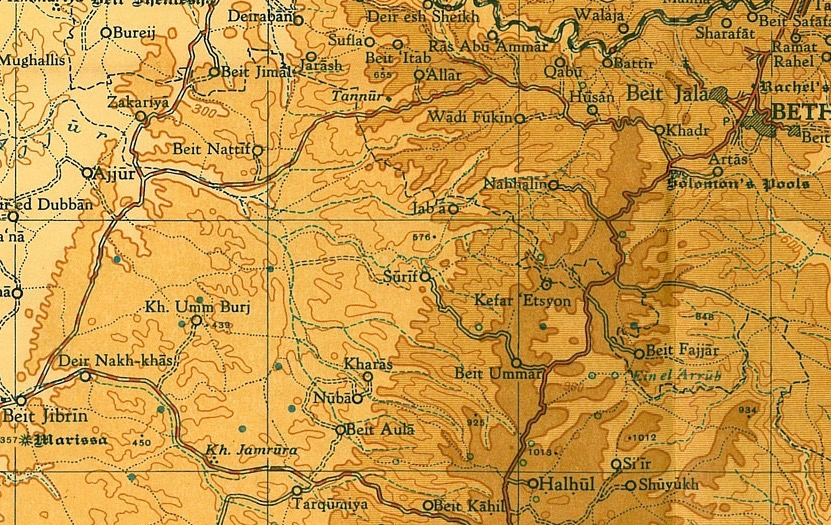
نوبا 1945

### الحكم الأردني
في أوائل خمسينيات القرن العشرين أتبعت نوبا للحكم الأردني بعد عام 1948، وكان عدد سكانها آنذاك حوالي 444 نسمة عام 1961.

النكسة
سقطت نوبا في يد الاحتلال الاسرائيلي بعد حرب النكسة.

## السكان

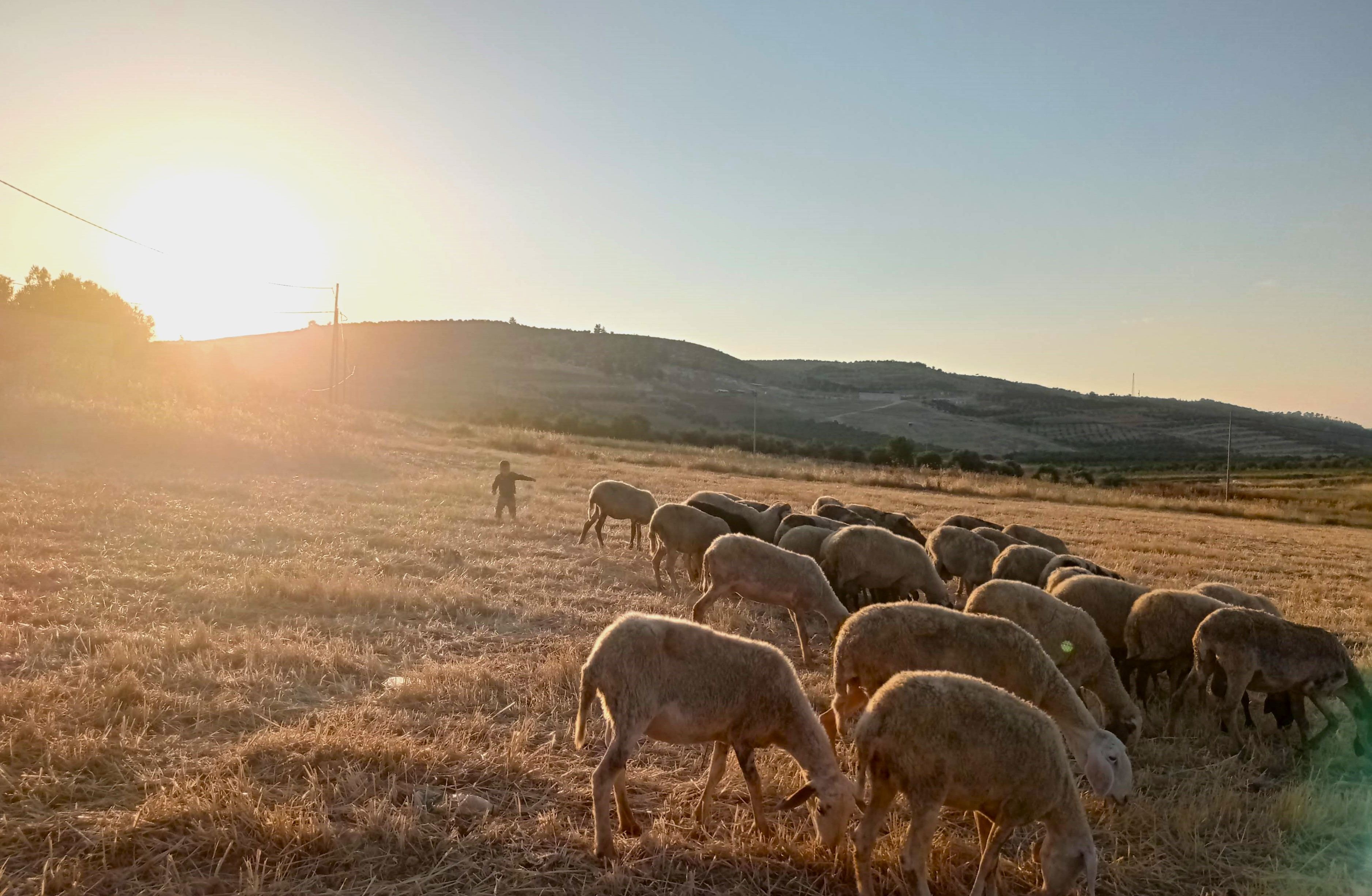
في قرية من قرى مدينة الخليل (نوبا) حقول الاغنام وقت الغروب

دخلت فلسطين وفود كبيرة عبر العصور من تجار وغيرهم وذلك لموقعها الهام كنقطة وصل بين القارات، ومركز للحضارات والأديان. يبلغ عدد سكان نوبا حاليا حوالي 5852 نسمة جميعهم من المسلمين وذلك حسب التعداد العام للسكان 2017 الذي أجراه الجهاز المركزي للإحصاء الفلسطيني.
| السنة      | (1998) | (2008) | (2017) |
| ---------- | ------ | ------ | ------ |
| عدد السكان | 3220   | 4227   | 5582   |

### عائلات القرية
ينتمي سكان القرية إلى العديد من العشائر، ومنها: الدباس، الشروف، العالول، والطرمان ، وتنقسم إلى عائلات صغيرة.

## مؤسسات القرية
يدير القرية مجلس قروي يأتي أعضائه بالانتخاب، وفيها خمسة مدارس حكومية، وعيادة صحية حكومية، وستة مساجد، وجمعيات، وناد رياضي.

## الاقتصاد

### الزراعة
تعد الزراعة القطاع الاقتصادي الرئيسي في البلدة. لكن التوسع العمراني للبلدة والتوسع في البنية التحتية وفتح الشوارع قلص المساحات المزروعة من الأراضي الزراعية.

## أماكن أثرية
يوجد في القرية العديد من الاماكن الاثرية، منها:
- المسجد العمري

- خربة حتا
- خربة الملك الأحمر
- خربة أم السويد
- نقش وقفية نوبا

## وصلات خارجية
1. ↑   http://www.pmd.ps/pages/resources/docs/arabic.pdf. {{استشهاد ويب}}: |url= بحاجة لعنوان (مساعدة) والوسيط |title= غير موجود أو فارغ (من ويكي بيانات) (مساعدة)
2. ↑   http://www.pcbs.gov.ps/Downloads/book2364.pdf. {{استشهاد ويب}}: |url= بحاجة لعنوان (مساعدة) والوسيط |title= غير موجود أو فارغ (من ويكي بيانات) (مساعدة)
3. 1 2  "عدد السكان المقدر في منتصف العام لمحافظة الخليل حسب التجمع 2017-2021". www.pcbs.gov.ps. مؤرشف من الأصل في 2021-08-13. اطلع عليه بتاريخ 2022-10-08.
4. ↑  "موقع نوبا الرسمي | جغرافية القرية موقع نوبا الرسمي". مؤرشف من الأصل في 2022-07-27. اطلع عليه بتاريخ 2022-10-08.
5. 1 2 3  "http://vprofile.arij.org/hebron/ar/pdfs/Nuba_vpro_AR.pdf" (PDF). مؤرشف من الأصل (PDF) في 2019-02-14. {{استشهاد ويب}}: روابط خارجية في |عنوان= (مساعدة)
6. ↑  "موقع نوبا الرسمي | التسمية والسكان موقع نوبا الرسمي". مؤرشف من الأصل في 2019-09-13. اطلع عليه بتاريخ 2022-10-08.
7. ↑  "موقع نوبا الرسمي | جغرافية القرية موقع نوبا الرسمي". مؤرشف من الأصل في 2022-07-27. اطلع عليه بتاريخ 2022-10-09.
8. ↑  Hütteroth and Abdulfattah, 1977, p. 124
9. ↑  Robinson and Smith, 1841, vol 2, p. 426 نسخة محفوظة 30 أغسطس 2020 على موقع واي باك مشين.
10. ↑  Robinson and Smith, 1841, vol 3, Appendix 2, p. 117 نسخة محفوظة 15 فبراير 2021 على موقع واي باك مشين.
11. ↑  Schick, 1896, p. 123 نسخة محفوظة 15 سبتمبر 2020 على موقع واي باك مشين.
12. ↑  Mills, 1932, p. 33
13. ↑  Government of Palestine, Department of Statistics, 1945, p. 23 نسخة محفوظة 31 مايو 2022 على موقع واي باك مشين.
14. ↑  Government of Palestine, Department of Statistics. Village Statistics, April, 1945. Quoted in Hadawi, 1970, p. 50 نسخة محفوظة 2 أبريل 2022 على موقع واي باك مشين.
15. ↑  Government of Palestine, Department of Statistics. Village Statistics, April, 1945. Quoted in Hadawi, 1970, p. 143 نسخة محفوظة 6 أبريل 2022 على موقع واي باك مشين.
16. ↑  "موقع نوبا الرسمي | تعداد سكان بلدة نوبا للعام 2017م موقع نوبا الرسمي". مؤرشف من الأصل في 2019-01-16. اطلع عليه بتاريخ 2022-10-11.
17. ↑  mohammadhamdan64 (21 أغسطس 2017). "قرية نوبا قضاء الخليل". مدونة فلسطين                                                     Palestine blog. مؤرشف من الأصل في 2022-10-14. اطلع عليه بتاريخ 2022-10-14.{{استشهاد ويب}}:  صيانة الاستشهاد: أسماء عددية: قائمة المؤلفين (link)